# إدريس فيليبس
إدريس فيليبس (بالإنجليزية: Idris Phillips)‏ هو موسيقي وكاتب أغاني ومنتج أسطوانات وملحن أمريكي، ولد في 1958.

## روابط خارجية
- إدريس فيليبس على موقع IMDb (الإنجليزية)
- إدريس فيليبس على موقع ميوزك برينز (الإنجليزية)